# 거짓짝
언어학에서 거짓짝(영어: false friend 폴스 프렌드[*]) 또는 가짜 친구는 서로 다른 언어나 방언 사이에 형태나 소리는 유사하지만, 그 의미가 다른 단어의 쌍을 일컫는다. 서로 같은 어원을 공유하였으나, 의미의 분화가 일어나 다른 뜻을 지니게 된 경우와, 순전히 우연에 따라 발음이나 철자가 닮은 경우로 구분된다. 특히 서로 비슷한 언어 사이에는 많은 거짓짝이 있어 언어습득이나 의사소통에 혼란을 가져다 주기도 한다. ‘가짜동족어(假짜同族語)’라고도 하나 이는 ‘false cognate’의 번역어로 보는게 바르다.

## 발생 원인

### 차용
A 언어가 B 언어에서 어휘를 차용하는 경우, 원래 언어로부터 미묘하게 의미가 더해지거나 한정되어, 똑같은 단어를 놓고 뜻이 달라진다. 예컨데 A 언어에서는 B 언어에서 용어를 들여올 때 받아들인 뜻이 계속 남은데 견주어 B언어에서는 그 뜻이 변화하거나 그 반대의 경우가 되는 것이다.
라틴어 'praeseruatiuum'는 'preservative(영어)', 'préservatif(프랑스어)', 'Präservativ(독일어)', 'prezervativ(루마니아어)', 'preservativo(이탈리아어, 스페인어, 포르투갈어)' 등 여러 유럽어에 차용되었는데, 오늘날의 영어에선 방부제란 뜻으로 사용되지만 그 밖의 대부분의 언어에서는 콘돔을 일컫는 말로 쓰인다. 라틴어 'consul'은 공화정 로마의 최고관직인 집정관을 가리키는 말이나, 이 말이 영어에서는 외무영사를 가리키는 말로 바뀌었다. 라틴어에서 차용된 'gymnasium'은 영어에서는 체육관의 뜻으로 주로 쓰이나, 독일어에서는 인문계 고등학교를 가리키는 말로 쓰인다.
한국어식 영어(콩글리시)나 일본어식 영어(재플리시)가 생겨난 것도 같은 이유로 볼 수 있다.

### 한국어에서
- 표준어와 문화어의 차이

한국어 안에도 가짜 친구가 있다. 특히 분단의 영향으로 뜻이 바뀐 경우가 있다. 예를 들어, ‘궁전’(宮殿)은 대한민국 표준어로는 군주가 사는 집을 뜻하지만, 문화어로는 어린이나 근로자들을 복지를 위한 대규모의 건물을 뜻하며, 조선민주주의인민공화국에서 “일없습니다”라는 표현은 괜찮다는 뜻의 말이지만, 대한민국에서는 쌀쌀맞은 느낌이 드는 거절의 표현이다.
- 시대의 변화

표현은 관용어로 그대로 남아있지만 시대가 바뀌어 헷갈리게 된 경우도 있다. 예를 들어, ‘오뉴월’은 오월과 유월이라는 뜻으로 보이지만 음력이 기준이므로 실제로는 한여름을 뜻하는 단어다.

### 우연의 일치
전혀 관계없는 언어간에 우연히 비슷한 발음이나 철자인 경우가 종종 있다. 이는 자주 쓰이는 음소와 단어의 길이가 한정되어 있기 때문에 적지 않게 볼 수 있는 현상이다.

## 사례
| 약어 | 언어       | 약어 | 언어         | 약어 | 언어         | 약어 | 언어       |
| ---- | ---------- | ---- | ------------ | ---- | ------------ | ---- | ---------- |
| (일) | 일본어     | (중) | 중국어       | (월) | 베트남어     | (영) | 영어       |
| (노) | 노르웨이어 | (덴) | 덴마크어     | (독) | 독일어       | (라) | 라틴어     |
| (러) | 러시아어   | (마) | 마인어       | (몽) | 몽골어       | (불) | 프랑스어   |
| (서) | 스페인어   | (스) | 스웨덴어     | (우) | 우크라이나어 | (이) | 이탈리아어 |
| (즈) | 우즈베크어 | (크) | 크로아티아어 | (터) | 튀르키예어   | (포) | 포르투갈어 |
| (폴) | 폴란드어   | (화) | 네덜란드어   |      |              |      |            |

### 동원어
- adopt
  - 영어: 입양하다, 채택하다.
  - 프랑스어: 양자(입양된 자녀).

- art
  - 영어: 예술.
  - 독일어: 종류, 방식. 예술은 ‘kunst’라고 한다.

- bill
  - 프랑스어: 법안.
  - 영어: 지폐, 고지서 등의 뜻도 있다.

- cave
  - 영어: 동굴.
  - 프랑스어: 지하 저장고.

- citron
  - 영어: 시트론(유자와 비슷한 과일).
  - 프랑스어: 레몬.

- coin
  - 영어: 주화.
  - 프랑스어: 모서리.

- combine
  - 영어: 결합하다, 갖추다, 농기구 ‘콤바인 하베스터(combine harvester)’의 약칭.
  - 이탈리아어: 승부조작.

- fine
  - 영어: 훌륭한, 벌금.
  - 이탈리아어: 끝.

- gift
  - 영어: 선물.
  - 독일어·스웨덴어 등: 독극물.

- grandeur
  - 영어: 위엄.
  - 프랑스어: 크기, 넓이, 규모의 뜻도 있다.

- gris
  - 노르웨이어, 덴마크어, 스웨덴어: 돼지.
  - 스페인어, 포르투갈어, 프랑스어: 회색.

- latte
  - 이탈리아어: 우유.
  - 영어: 우유를 넣은 커피.

- main
  - 영어: 주요한.
  - 프랑스어: 손(手).

- null[b]
  - 영어: 가치 없는(= 값이 존재하지 않음).
  - 독일어: 숫자 0.

- quitter
  - 프랑스어: 나가다, 떠나다.
  - 영어: 쉽게 포기하는 사람.

- real
  - 영어: 현실의, 현실적인.
  - 프랑스어, 스페인어, 포르투갈어: ‘왕의’, ‘왕립의’의 뜻도 있다.

- vent
  - 프랑스어: 바람.
  - 영어: 통풍구.

- will
  - 영어: ~할 것이다.
  - 독일어: ~하고 싶다.

#### 형태는 다소 달라진 동원어
- actual (영) / actuel (불)
  - 영어: 실제의.
  - 프랑스어: 현재의.

- asylum (영) / ăsýlum (라)
  - 라틴어: 피난처.
  - 영어: 망명, 보호시설(정신병원 등).

- college (영) / collège (불)
  - 영어: 대학.
  - 프랑스어: 중학교.

- concern (영) / konzern (독)
  - 영어: 걱정, 배려.
  - 독일어: 기업 연합.

- handle (영) / ハンドル (일) / 핸들
  - 영어: 손잡이.
  - 일본어, 한국어: 운전대.

- idiom (영·포) / idioma (서)
  - 영어·포르투갈어: 숙어.
  - 스페인어: 언어.

- meaning (영) / meinung (독)
  - 영어: 의미.
  - 독일어: 의견.

- recipe (영) / récipe (서)
  - 영어: 조리법.
  - 스페인어: 처방전.

#### 한국어와 차용 관계인 경우
- 스포이트 ← spuit (화)
  - 네덜란드어: 주사기.
  - 한국어: 작은 양의 액체를 옮기는 데에 쓰는 실험 도구. 피펫.

- 자몽 ← ザボン (일) ← zamboa (포)
  - 포르투갈어, 일본어: 포멜로.
  - 한국어: 그레이프프루트.

- 핸들 ← ハンドル (일) ← handle (영)
  - 영어: 손잡이.
  - 한국어, 일본어: 운전대. 이게 영어로 가면 ‘steering wheel’이 된다.

### 동음어, 동철어

#### 동음어
어원과 표기는 다르지만, 소리가 비슷한 경우는 다음과 같다.
- 고구마 / こぐま (일)
  - 한국어: 메꽃과의 여러해살이 뿌리채소.
  - 일본어: 아기곰. 실제 발음은 ‘코구마’에 가깝다.

- 고미 / ごみ (일)
  - 한국어: 굵은 나무를 가로지르고, 그 위에 산자를 엮어 진흙을 두껍게 바른 반자.
  - 일본어: 쓰레기.

- 고어 / gore (영)
  - 한국어: 오늘날 쓰이지 않는 옛말(古語), 소금에 절여 말린 생선인 염건어(枯魚).
  - 영어: 피, 선혈, 잔혹함, 뿔로 들이받다.

- 군마 / ぐんま (일)
  - 한국어: 군용으로 쓰는 말(軍馬).
  - 일본어: 지명. 실제 발음은 ‘굼마’에 가깝다.

- 기타 / きた (일) / guitar (영)
  - 한국어: 그 밖의 것(其他).
  - 일본어: 북(北)쪽. 실제 발음은 ‘키타’에 가깝다.
  - 영어: 손이나 피크로 줄을 튕겨서 소리를 내는 현악기.

- 기후 / ぎふ (일)
  - 한국어: 오랜 기간의 평균적인 날씨(氣候).
  - 일본어: 지명.

- 나라 / なら (일)
  - 한국어: 일정한 영토 및 그 영토에 거주하는 사람들로 구성된 단위. 국가(國家).
  - 일본어: 지명.

- 나이 / ない (일) / nigh (영)
  - 한국어: 살아온 햇수.
  - 일본어: 없다.
  - 영어: 거의, 가까이.

- 네모 / nemo (라)
  - 한국어: 평면 위 4개의 선분으로 둘러싸인 도형. 사각형.
  - 라틴어: 아무것도 없음, 누구도 아님.

- 노름 / norm (영)
  - 한국어: 돈이나 제물을 걸고 내기를 하는 것. 도박.
  - 영어: 표준, 기준.

- 노인 / neun (독)
  - 한국어: 나이가 들어 늙은 사람(老人).
  - 독일어: 숫자 9.

- 누가 / nougat (불)
  - 한국어: 모르는 사람을 가리키는 인칭 대명사 ‘누구’의 조사 ‘가’ 결합형.
  - 프랑스어: 견과류로 만드는 과자의 일종.

- 누구 / ぬぐ (일)
  - 한국어: 모르는 사람을 가리키는 인칭 대명사.
  - 일본어: 벗다.

- 누에 / ぬえ (일)
  - 한국어: 누에나방의 유충.
  - 일본어: 일본의 요괴.

- 마루 / まる (일)
  - 한국어: 집채 안에 바닥과 사이를 띄우고 널빤지를 깔아 놓은 곳, 지붕이나 산 등의 꼭대기, 일이 한창인 고비.
  - 일본어: 동그라미.

- 마사토 / まさと (일)
  - 한국어: 화강암이 풍화되어 생긴 흙(磨沙土). 화강토.
  - 일본어: 인명.

- 말뫼 / malmö (스)
  - 한국어: 馬山, 斗山의 훈독.
  - 스웨덴어: 스웨덴의 도시.

- 매직 / magic (영)
  - 한국어: 직책을 파는 행위(賣職).
  - 영어: 마법, 마술.

- 몰라 / mola (영·터) / molar (영)
  - 한국어: 알지 못함(= 모른다).
  - 영어
    - mola: 개복치.
    - molar: 어금니.

  - 튀르키예어: 휴식(mola).

- 무시 / むし (일)
  - 한국어: 눈여겨 보지 않음(無視), 처음 비롯한 곳이 없음(無始), 일정한 때가 아닌 아무 때(無時).
  - 일본어: 벌레.

- 문 / moon (영)
  - 한국어: 드나들거나 물건을 넣었다 꺼냈다 하기 위하여 틔워 놓은 곳.
  - 영어: 달(月).

- 발락
  - 한국어: 결정하여 끝냄(發落), 머리카락이 빠짐(髮落).
  - 영어
    - balak: 민수기의 등장인물.
    - valac: 중세시대 악마.

  - 독일어: 성씨의 한 종류(ballack). (예: 미하엘 발라크)
  - 몽골어: 해악, 피해(БАЛАГ).

- 보라 / bora (영)
  - 한국어: 빨강과 파랑의 중간색.
  - 영어: 활강풍의 일종.

- 볼 / ball (영) / wohl (독) / боль (러)
  - 한국어: 뺨의 가운데를 이루고 있는 살집.
  - 영어: 공.
  - 독일어: 잘.
  - 러시아어: 아픔.

- 부용 / bouillon (불)
  - 한국어: 아욱과에 속하는 낙엽 관목.
  - 프랑스어: 국물.

- 비리 / びり (일)
  - 한국어: 올바른 이치나 도리에서 어그러짐(非理).
  - 일본어: 꼴찌.

- 비자 / visa (영)
  - 한국어: 비자나무의 열매(榧子), 하녀(婢子), 땀띠(疿子), 남을 헐뜯음(非訾).
  - 영어: 사증.

- 빈
  - 한국어: ‘비다’의 형용사형.
  - 일본어: 병(甁, びん).
  - 영어
    - bean: 콩.
    - been: ‘be’의 과거분사형.

  - 독일어
    - bin: ‘sein(자인)’의 1인칭 단수 현재형.
    - wein: 오스트리아의 수도.

- 빈둥 / 宾东 (중) / bindung (독)
  - 한국어: ‘빈둥거리다’의 어근.
  - 중국어: 손님과 주인.
  - 독일어: 바인딩. 영어의 ‘binding’과 같은 의미.

- 사린 / sarin (영)
  - 한국어: 사방의 이웃(四隣).
  - 영어: 신경계 독가스.

- 사비 / さび (일) / xavi (서)
  - 한국어
    - 泗沘: 과거 백제의 수도.
    - 私費: 개인이 사적으로 들이는 비용.

  - 일본어: (노래의) 후렴.
  - 스페인어: 인명.

- 세종 / saison (불)
  - 한국어: 조선의 제4대 임금(世宗), 대한민국의 지명 등.
  - 프랑스어: 계절.

- 소치 / そち (일) / сочи(러)
  - 한국어: 어떤 까닭으로 생긴 일(所致).
  - 일본어: 조치(措置).
  - 러시아어: 러시아의 도시.

- 아사 / あさ (일)
  - 한국어: 굶어 죽음(餓死).
  - 일본어: 아침.

- 애비 / 에비 / えび (일)
  - 한국어
    - 애비: ‘아버지’의 낮춤말.
    - 에비: 아이들에게 무서운 가공의 존재.

  - 일본어: 새우.

- 어필 / appeal (영)
  - 한국어: 임금의 글씨(御筆).
  - 영어: 매력, 항의.

- 오물 / омуль (러)
  - 한국어: 더러운 물질(汚物).
  - 러시아어: 연어와 비슷한 물고기의 일종.

- 오빠 / opa (독) / опа (즈)
  - 한국어: ‘오라버니’의 낮춤말.
  - 독일어: 할아버지.
  - 우즈베크어: 언니, 누나.

- 우치 / うち (일) / łódź (폴)
  - 한국어: 피가 나는 치질(疣痔), 매우 못나고 어리석음(愚癡), 고통스러운 부끄러움(憂恥).
  - 일본어: 안쪽, 일본어의 1인칭의 하나.
  - 폴란드어: 폴란드의 도시.

- 위치 / which (영) / witch (영)
  - 한국어: 일정한 곳에 차지한 자리(位置).
  - 영어
    - which: ‘어느 것’을 의미하는 의문사, 관계대명사.
    - witch: 마녀.

- 유리 / ゆり (일)
  - 한국어: 단단하면서 깨지기 쉬운 비결정질 고체(琉璃), 이익이 있음(有利), 따로 떨어짐(遊離).
  - 일본어: 식물 백합.

- 유린 / urine (영)
  - 한국어: 남의 권리를 짓밟음(蹂躪).
  - 영어: 오줌.

- 이마 / いま (일)
  - 한국어: 사람의 눈 위의 머리뼈 부분.
  - 일본어: 지금.

- 이치 / いち (일)
  - 한국어: 사물의 정당한 조리, 도리에 맞는 취지(理致).
  - 일본어: 숫자 1, 위치(位置) 등.

- 제일 / jail (영)
  - 한국어: 여럿 가운데 첫째가는 것(第一), 섣달그믐(除日), 제삿날(祭日).
  - 영어: 감옥.

- 조카 / joker (영)
  - 한국어: 형제자매의 자녀.
  - 영어: 광대, 농담쟁이.

- 지분 / じぶん (일)
  - 한국어
    - 知分: 자기의 분수나 본분을 앎.
    - 持分: 공유물이나 공유 재산 따위에서 각자가 소유하는 몫.

  - 일본어: 스스로(自分).

- 치아 / chia (서)
  - 한국어: 동물의 입속에 돌출되어 있는 신체 기관. 이빨.
  - 스페인어: 식물의 일종.

- 콧소리 / こっそり (일)
  - 한국어: 구강 안에서 폐쇄를 만들어 폐로부터 온 공기를 막았다가 연구개를 낮추어 공기의 일부를 코로 내보내면서 내는 소리. 비음(鼻音).
  - 일본어: 살짝, 몰래.

- 타일 / tile (영) / teil (독)
  - 한국어: 다른 날(他日).
  - 영어: 건축 재료의 일종.
  - 독일어: 부분.

- 토시 / とし (일)
  - 한국어: 팔에 끼는 도구.
  - 일본어: 해(年), 도시(都市).

- 파리 / paris (불)
  - 한국어: 곤충의 일종.
  - 프랑스어: 프랑스의 수도.

- 포탈 / portal (영)
  - 한국어: 도망쳐서 피함(逋脫). ‘조세포탈’의 ‘포탈’은 이것을 의미한다.
  - 영어: 관문, 출입구. 외래어 표기법에 따른 표기는 ‘포털’이다.

- 하나 / はな (일)
  - 한국어: 숫자 1.
  - 일본어: 꽃(花), 코(鼻).

- 하루 / はる (일)
  - 한국어: 한 낮과 한 밤이 지나는 동안.
  - 일본어: 봄(春).

- 휴지 / huge (영)
  - 한국어
    - 休紙: 잔 부스러기나 액체 따위를 닦을 때 사용하는 얇은 종이. 화장지.
    - 休止: 하던 것을 멈추고 쉼.

  - 영어: 거대한.

- かざん (일) / Казань (러)[c]
  - 일본어: 화산(火山).
  - 러시아어: 러시아의 도시.

- さいこう (일) / psycho (영)[d]
  - 일본어: 최고(最高), 채광(採光) 등.
  - 영어: 정신병자.

- しゃいん (일) / shine (영)[e]
  - 일본어: 사원(社員). 직장인.
  - 영어: 빛, 빛나다.

- すき (일) / ski (영)[f]
  - 일본어: 틈, ‘좋아하다’ 등.
  - 영어: 스포츠 종목의 일종.

- すきま (일) / schema (영)[g]
  - 일본어: 틈.
  - 영어: 개요, 도식.

- たこ (일) / taco (서)[h]
  - 일본어: 문어.
  - 스페인어: 멕시코의 전통 음식.

- ちず (일) / cheese (영)[i]
  - 일본어: 지도(地圖).
  - 영어: 동물의 젖에서 카제인을 뽑아 응고·발효시킨 음식.

- へび (일) / heavy (영)[j]
  - 일본어: 뱀.
  - 영어: 무거운.

- めっし (일) / messi (서)
  - 일본어: 사욕을 버림. 멸사(滅私).
  - 스페인어: 성씨의 한 종류. (예: 리오넬 메시)

- めもり (일) / memory (영)[k]
  - 일본어: 눈금(目盛り).
  - 영어: 기억.

- built (영) / bild (독)[l]
  - 영어: ‘build’의 과거·과거분사형.
  - 독일어: 그림, 사진.

- cross (영) / kroos (독)[m]
  - 영어: 십자.
  - 독일어: 성씨의 한 종류. (예: 토니 크로스)

- dry (영) / drei (독)[n]
  - 영어: 마르다.
  - 독일어: 숫자 3.

- knife (영) / naïf (불)[o]
  - 영어: 칼.
  - 프랑스어: 순진한, 천진난만한. 이게 영어로 가면 ‘naive’가 된다.

- night (영) / knight (영) / neid (독)[p]
  - 영어
    - night: 밤(시간). 독일어로 가면 ‘nacht’가 된다.
    - knight: 기사(군사). 독일어로 가면 ‘knecht’가 된다.

  - 독일어: 성씨의 한 종류. (예: 질비아 나이트)

- nine (영) / nein (독)[q]
  - 영어: 숫자 9.
  - 독일어: 아니요.

- pero (서) / перо (러)[r]
  - 스페인어: 그러나.
  - 러시아어: 깃털.

- pole (영) / поле (러)[s]
  - 영어: 기둥, 장대, (지구의) 극.
  - 러시아어: 들판.

- vice (영) / weiß (독)[t]
  - 영어: 범죄, 악덕.
  - 독일어: 하양.

#### 동철어
어원과 소리는 다르지만 철자가 같은 경우는 다음과 같다.
- angel[u]
  - 영어: 천사.
  - 독일어: 낚시. 천사는 ‘engel’이라고 한다.

- beer
  - 영어: 맥주.
  - 네덜란드어: 곰.

- boot[v]
  - 영어: 목이 긴 신발(부츠), 세게 차다, (시스템이) 가동되다.
  - 독일어: 소형 선박(보트). 군용 잠수함인 ‘U보트(U-Boot)’의 ‘boot’는 이것을 의미한다.

- die[w]
  - 영어: 죽다.
  - 독일어: 정관사. 영어의 ‘the’와 같은 의미.

- elf[x]
  - 영어: 요정의 일종(엘프).
  - 독일어: 숫자 11.

- fire
  - 영어: 불
  - 노르웨이어, 덴마크어: 숫자 4.

- hare[y]
  - 영어: 멧토끼.
  - 일본어: 맑음, (신체의) 부음.

- hell[z]
  - 영어: 지옥.
  - 독일어: 맑은, 밝은. 지옥은 ‘hölle’라고 한다.

- island[aa]
  - 영어: 섬.
  - 독일어: 아이슬란드. 섬은 ‘insel’이라고 한다.

- jebi[ab]
  - 한국어: 새의 일종.
  - 크로아티아어: 욕설의 일종. 이 때문에 동명의 태풍이 2025년부로 제명되었다.

- kind[ac]
  - 영어: 친절한, 종류.
  - 독일어·네덜란드어: 어린이.

- libre
  - 이탈리아어: ‘책(冊)’을 뜻하는 단어 ‘libra’의 복수형.
  - 프랑스어·스페인어: 자유로운.

- mist
  - 영어: 안개.
  - 독일어: ‘헛소리’의 뜻도 있다.

- mono
  - 영어: ‘단일의’의 뜻의 접두어, 단일 채널 음원.
  - 스페인어: 예쁜, 금발이 있는, 원숭이.
  - 일본어: 무엇, 사람, 물건.

- mori
  - 라틴어: 죽다.
  - 일본어: 숲.

- once[ad]
  - 영어: 한 번.
  - 스페인어: 숫자 11.

- pain[ae]
  - 영어: 고통.
  - 프랑스어: 빵.

- real
  - 영어: 현실의.
  - 프랑스어, 스페인어, 포르투갈어: ‘왕의’, ‘왕립의’라는 뜻도 있다.

- same[af]
  - 영어: 동일한.
  - 일본어: 상어.

- take[ag]
  - 영어: 가지고 가다, 데리고 가다, 수익.
  - 일본어: 대나무.

- ten
  - 영어: 숫자 10.
  - 일본어: 점(点).

#### 한자어
중국어에서 많은 한자 어휘를 차용한 한자 문화권(한-중-일-월) 간에도 같은 한자로 구성된 단어의 의미가 다른 경우가 많다.
| 한자     | 한국어 뜻                                                                  | 일본어 뜻                                                       | 중국어 뜻                                          |
| -------- | -------------------------------------------------------------------------- | --------------------------------------------------------------- | -------------------------------------------------- |
| 甘藷     | 감자                                                                       | 고구마                                                          |                                                    |
| 去來     | 거래: 물건이나 돈 따위가 오감                                              | 오감(왕래)                                                      | 오감(왕래)                                         |
| 工夫     | 공부: 학문이나 기술을 닦는 일(=학습)                                       | くふう: 궁리 こうふ: 공사장의 인부                              | 시간과 노력                                        |
| 汽車     | 기차: 선로 위를 다니는 철도차량                                            | 선로 위를 다니는 철도차량                                       | 자동차                                             |
| 女中     | 여중: 여자중학교                                                           | 식모, 여성 종업원                                               | 여자중학교                                         |
| 女親     | 여친: 여자친구                                                             | 어머니                                                          |                                                    |
| 年生     | 연생: 특정한 해에 태어남(접미사)                                           | 일 년을 단위로 구분한 학교 교육의 단계(학년)                    | 특정한 해에 태어남                                 |
| 多情     | 다정: 정감이 많음                                                          | 바람둥이                                                        | 정감이 많음                                        |
| 來日     | 내일: 오늘의 다음날                                                        | らいじつ: 오늘의 다음날 らいにち: 일본으로 옴                   | 미래                                               |
| 名節     | 명절: 민속적으로 해마다 일정하게 지키어 즐기는 날                          | 명분과 절의                                                     | 명분과 절의                                        |
| 夢中     | 몽중: 꿈속                                                                 | 푹 빠짐                                                         |                                                    |
| 迷惑     | 미혹: 무엇에 홀려 정신을 차리지 못함                                       | 민폐                                                            | 무엇에 홀려 정신을 차리지 못함                     |
| 放心     | 방심: 주변 환경에 주의하지 않고 마음을 놓음(나쁜 뜻)                       | 마음을 빼앗긴 양 정신을 차리지 못함(나쁜 뜻)                    | 걱정을 버리고 마음을 편히 놓음(좋은 뜻)            |
| 放學     | 방학: 학교에서 일정 기간에 수업을 쉼                                       | 다니던 학교를 그만 다님                                         | 학교에서 하루 일과를 마침                          |
| 複道     | 복도: 같은 층의 방과 방 사이에 비를 맞지 않도록 지붕을 씌워 이어 놓은 통로 | 위아래 두 단으로 만든 도로                                      |                                                    |
| 書房     | 서방: 남편에 대한 애칭                                                     | 책방                                                            | 책방                                               |
| 手紙     |                                                                            | 편지                                                            | 화장지                                             |
| 心中     | 심중: 마음속                                                               | 동반 자살                                                       | 마음속                                             |
| 暗算     | 암산: 필기·계산도구를 이용하지 않고 머릿속으로 계산함                      | 필기·계산도구를 이용하지 않고 머릿속으로 계산함                 | 남을 해칠 흉계를 꾸밈                              |
| 愛人     | 애인: 여자친구, 연인                                                       | 불륜·내연 상대                                                  | 부인(배우자)                                       |
| 夜勤     | 야근: 밤까지 근무를 이어함                                                 | 밤에 근무를 시작함                                              | 밤에 근무를 시작함                                 |
| 約束     | 약속: 어떤 일이나 계획을 하기로 말로써 또는 서류로써 다른 사람과 정함      | 어떤 일이나 계획을 하기로 말로써 또는 서류로써 다른 사람과 정함 | 어떠한 행위를 자유로이 못하도록 제한함(속박, 구속) |
| 人参     | 인삼: 두릅나무과에 속하는 여러해살이풀                                     | 당근                                                            | 인삼                                               |
| 入水     | 입수: 물 속으로 들어가는 모든 행위                                         | にゅうすい: 다이빙 じゅすい: 투신 자살                          |                                                    |
| 自分     |                                                                            | 스스로                                                          | 스스로를 헤아림                                    |
| 切手     |                                                                            | 우표                                                            | 손을 자름                                          |
| 點心     | 점심: 낮에 끼니로 먹는 음식                                                | 끼니와 끼니 사이에 먹는 음식(간식)                              | 끼니와 끼니 사이에 먹는 음식(간식)                 |
| 總統     | 총통: 중화민국 및 독일 제3제국의 최고권력자                                | 중화민국 및 독일 제3제국의 최고권력자                           | 국가를 대표하는 국가의 원수(대통령)                |
| 脫毛     | 탈모: 털이 빠지는 현상                                                     | 털을 깎음(제모)                                                 | 털을 깎음(제모)                                    |
| 八方美人 | 팔방미인: 모든 면에서 뛰어난 사람(좋은 뜻)                                 | 아무 일에나 손을 뻗치는 사람(나쁜 뜻)                           | 모든 면에서 뛰어난 사람(좋은 뜻)                   |
| 平民     | 평민(신분제 사회를 전제로 함)                                              | 평민                                                            | 일반인, 민간인                                     |
| 學院     | 학원: 사설 교육 보조원                                                     | 사립 학교(※가쿠인 문서 참고)                                    | 단과 대학                                          |
| 學長     | 학장: 단과 대학의 장                                                       | 단과 대학의 장                                                  | 선배                                               |
| 抗爭     | 항쟁: 부당한 권력에 맞서 싸움(좋은 뜻)                                     | 폭력조직끼리의 다툼(나쁜 뜻)                                    |                                                    |
| 火車     | 화차: 조선 시대에 발명된 무기                                              | かしゃ: 일본 요괴의 일종                                        | 기차                                               |

| 한자 | 한국어 뜻                        | 베트남어 뜻         |
| ---- | -------------------------------- | ------------------- |
| 監督 | 감독                             | 사장                |
| 敎師 | 교사(초중고의 교직원)            | 교수(대학의 교직원) |
| 敎員 | 교사의 다른 말                   | 초중고의 교직원     |
| 生員 | (조선시대의)과거를 준비하는 사람 | 대학생              |
| 時節 | 시절(때, 시간)                   | 기후(날씨)          |

## 닮은꼴 문자

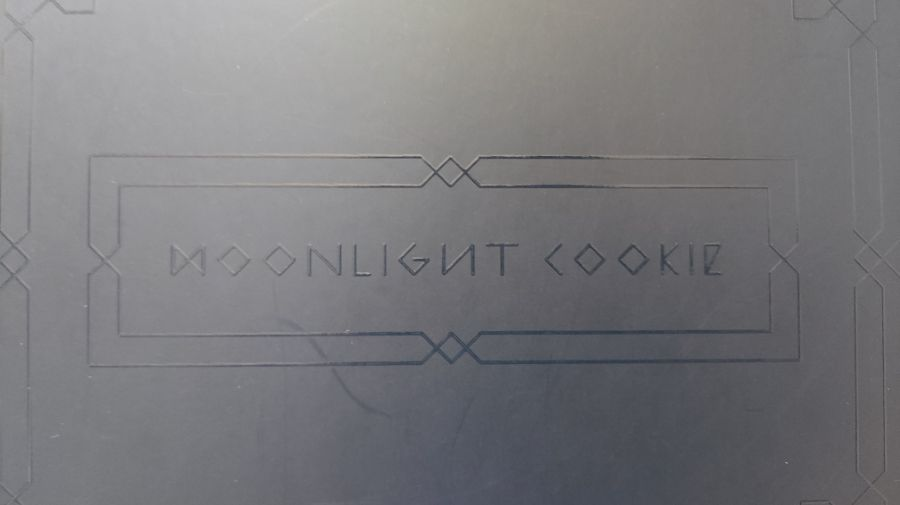
M, H를 관계대수 기호 ‘⋈’와 키릴 문자 ‘И’로 바꾼 예 (⋈◇◇NLIGИT ＜◇◇KIe)

개별 문자도 서로 닮았지만 음가나 의미가 다른 것이 많이 있다.

### 로마자, 키릴문자, 그리스 문자
- 로마자의 “B, C, H, P”와 키릴 문자의 “В[v], С[s], Н[n], Р[r]”
- 숫자 “3”과 키릴 문자 “З[z]”
- 그리스 문자 “Θ”와 키릴 문자 “Ө”
- 그리스 문자 “β(베타)”와 독일어 알파벳 “ß(에스체트)”
- 그리스 문자 “ω(오메가)”와 알파벳 “w”

### 한글, 가나, 한자
- 가타카나 “フ, ロ, ス, ヲ, ト”와 한글 “ㄱ, ㅁ, ㅈ, ㅋ, ㅏ”
- 한글 “그”와 가타카나 “ユ(유)”
- 한글 “뉘”와 한자 “爿(장)”
- 한글 “스”와 한자 “亼(집)”
- 한글 “슥”과 한자 “今(금)”
- 한글 “슴”과 한자 “合(합)”
- 한글 “튽”과 한자 “長(장)”
- 한글 “푸”와 한자 “辛(신)”
- 한글 “팜”과 한자 “站(참)”
- 한자 “乙(을)”과 숫자 “2”, 로마자 “Z”
- 한자 “丁(정)”과 로마자 “T”와 한글 모음 “ㅜ”
- 히라가나 “て(테)”과 한글 자음 “ㄷ”, 아랍 문자 “ح”
- 가타카나 “エ(에)”와 한자 “工(공)”
- 가타카나 “ト(토)”와 한자 “卜(복)”
- 가타카나 “ヱ(에)”와 간체자 “卫(위)”

구글에서는 이를 응용하여 한글 “ㄷㅈㅁㅍㅇㅎㄴㅌ“을 조합하여 로마자 “Google“처럼 나타낸 로고를 2009년 한글날 기념일에 사용하였다.

### 특수 문자
- “+”(덧셈 기호)와 한자 “十(열 십)”, “†(칼표)”
- “×”(곱셈 기호)와 로마자 “X”
- “#”(번호 기호, 해시)와 “♯”(올림표), “井”(우물 정)
- “♭”(내림표)와 로마자 소문자 “b”
- “〈〉”(홑화살괄호)와 “＜＞”(부등호)
- “○”(동그라미)와 숫자 “0”, 로마자 “O”
- “≡”(합동 기호)와 “三”(석 삼), 그리스 문자 “Ξ”(크시)
- “=”(등호), “゠”(더블 하이픈), “二”(두 이), 가타카나 “ニ”(니)

## 같이 보기
- 한국어식 영어
- 일본어식 영어
- 야민정음
- 갸루 문자
- LEET

### 내용주
1. ↑  독일어: falscher freund 팔셔 프로인트[*]
프랑스어: faux-ami 포자미[*]
스페인어: falso amigo 팔소 아미고[*]
2. ↑  발음은 영어는 ‘널’, 독일어는 ‘눌’.
3. ↑  발음은 모두 ‘카잔’.
4. ↑  발음은 모두 ‘사이코’.
5. ↑  발음은 모두 ‘샤인’.
6. ↑  발음은 모두 ‘스키’.
7. ↑  발음은 모두 ‘스키마’.
8. ↑  발음은 모두 ‘타코’.
9. ↑  발음은 모두 ‘치즈’.
10. ↑  발음은 모두 ‘헤비’.
11. ↑  발음은 모두 ‘메모리’.
12. ↑  발음은 모두 ‘빌트’.
13. ↑  발음은 모두 ‘크로스’.
14. ↑  발음은 모두 ‘드라이’.
15. ↑  발음은 모두 ‘나이프’.
16. ↑  발음은 모두 ‘나이트’.
17. ↑  발음은 모두 ‘나인’.
18. ↑  발음은 모두 ‘페로’.
19. ↑  발음은 모두 ‘폴’.
20. ↑  발음은 모두 ‘바이스’.
21. ↑  발음은 영어는 ‘에인절’, 독일어는 ‘앙엘’.
22. ↑  발음은 영어는 ‘부트’, 독일어는 ‘보트’.
23. ↑  발음은 영어는 ‘다이’, 독일어는 ‘디’.
24. ↑  발음은 모두 ‘엘프’.
25. ↑  발음은 영어는 ‘헤어’, 일본어는 ‘하레’.
26. ↑  발음은 모두 ‘헬’.
27. ↑  발음은 영어는 ‘아일랜드’, 독일어는 ‘이슬란트’.
28. ↑  발음은 한국어는 ‘제비’, 크로아티아어는 ‘예비’.
29. ↑  발음은 영어는 ‘카인드’, 독일어와 네덜란드어는 ‘킨트’.
30. ↑  발음은 영어는 ‘원스’, 스페인어는 ‘온세’.
31. ↑  발음은 영어는 ‘페인’, 프랑스어는 ‘팽’.
32. ↑  발음은 영어는 ‘세임’, 일본어는 ‘사메’.
33. ↑  발음은 영어는 ‘테이크’, 일본어는 ‘타케’.

### 참조주
1. ↑  이희재 (2009년 2월 10일). 《번역의 탄생》
2. ↑  번역투의 유혹(2010),오경순
3. ↑  韓日 兩言語의 飜譯과 '가짜동족어(false friends)(2009), 오경순'
4. ↑  스페인어 가짜 동족어 사용의 오류 분석 (2008), 유은정
5. ↑  Google 기념일 로고 : 2009년 10월 9일 참고